# Kvikkjokk
Kvikkjokk (Lule-Samisch: Huhttán) is een gehucht binnen de Zweedse gemeente Jokkmokk. Het is gelegen aan de noordwestpunt van het Saggatmeer. Vanuit de bergen stromen de Tarrarivier, de Vallebeek en de Kammajåkka hier het meer in.
De omgeving is al eeuwen een doorgangshuis. Er zijn tekenen van bewoning gevonden uit de Steentijd. Daarna kwamen Vikingen, maar ook de Saami maakten gebruik van deze rustplaats. Er zijn diverse grafplaatsen rond het dorp gevonden. In de 17e eeuw werd er zilver gevonden, een metaal dat in deze omgeving vaker gevonden wordt. In 1732 deed Carl Linnaeus de omgeving aan.
Het dorp is alleen te bereiken via de circa 112 kilometer lange Zweedse weg 805 (de busmaatschappij houdt het op weg 295), waarover ook de busverbinding, die begint/eindigt in Vajkijaur. Automobilisten zijn echter niet de meest voorkomende verkeersdeelnemers hier. Kvikkjokk is een centrum van wandelpaden. Noord-Zuid doet Kungsleden het dorp aan. Vanuit / naar het nationaal park Padjelanta komt /gaat Padjalantaleden. Tot slot ligt het aan Nordkalottleden, een 800 kilometer lang wandelpad dat eindigt in Noord Noorwegen.
Naast het eerder genoemde Padjelanta, kan men vanuit Kvikkjokk ook het nationaal park Sarek bereiken. Naast wandelaars trekt het gebied nog vissers en (wildwater-)kanoërs. Kvikkjokk wordt dan ook gezien als uitvalsbasis of rustpunt voor veel natuuravontuur. Kvikkjokk heeft om al die mensen op te vangen een camping en jeugdherberg annex hotel. Vanuit Kvikkjokk vertrekken / komen in de zomer helikopters om wandelaars over grote afstanden te vervoeren.

## Kerk
Zoals vaker aan het eind van de wegen die doodlopen op het Scandinavisch Hoogland, vindt men hier ook een kerkje. De eerste kerk kwam hier in 1763; de huidige dateert van 1907 en is in 1961 gerestaureerd.